# فرناندو لويس
فرناندو لويس (بالهولندية: Fernando Lewis)‏ (31 يناير 1993 بلاهاي في هولندا - ) هو لاعب كرة قدم هولندي في مركز جناح ‏. لعب مع إي زد ألكمار وغو أهد إيغلز ونادي دوردريخت.

## روابط خارجية
- فرناندو لويس على موقع قاعدة بيانات كرة القدم.إي يو (الإنجليزية)
- فرناندو لويس على موقع ناشيونال فوتبول تيمز (الإنجليزية)
- فرناندو لويس على موقع Soccerway.com (الإنجليزية)
- فرناندو لويس على موقع عالم كرة القدم.نت (الإنجليزية)
- فرناندو لويس على موقع AS.com (الإسبانية)